# Eurishofen
Eurishofen ist ein Gemeindeteil der Gemeinde Jengen im Landkreis Ostallgäu in Bayern. Der Ortsteil hatte im Jahr 2018 146 Einwohner.

## Geografische Lage
Das Straßendorf liegt neun Kilometer südlich von Buchloe am rechten Ufer des Hühnerbaches.

## Geschichte
Die Ortsgründung erfolgte um 1150 in Zusammenhang mit den Freiherren von Rettenberg. Im Ort war auf einer Burganlage ein Dienstmannengeschlecht ansässig, zu dem der Heinrich von Iringishofen gehörte. Die Burg war in der Frühen Neuzeit abgängig. Bis zum 31. Dezember 1977 war Eurishofen eine selbständige Gemeinde.

## Sehenswürdigkeiten

### Baudenkmale
In der Liste der Baudenkmäler in Jengen sind für Eurishofen drei Baudenkmale aufgeführt, darunter
- die um 1400 errichtete Pfarrkirche St. Dionysis
- das 1784 erbaute Pfarrhaus